# 시즈오카현 제2구
시즈오카현 제2구(静岡県 第2区)는 일본의 중의원 선거구이다. 1994년 공직선거법으로 신설되었다.

## 지역
- 시마다시
- 야이즈시
- 후지에다시
- 오마에자키시 일부
- 마키노하라시
- 하이바라군